# 8448-as mellékút (Magyarország)
A 8448-as számú mellékút egy aránylag rövid, majdnem pontosan 5 kilométer hosszú, négy számjegyű országos közút Vas vármegye északi részén.

## Nyomvonala
Uraiújfalu központjának északi részén ágazik ki a településen keresztülhúzódó 8447-es útból, annak a 8+800-as kilométerszelvénye közelében, nyugat felé. Szentivánfa utca néven húzódik a belterület nyugati széléig, amit nagyjából két kilométer után ér el; közvetlenül a falu széle előtt még kiágazik belőle, északi irányban a 8449-es út Vámoscsalád felé. A 3. kilométerét elhagyva átszeli Vasegerszeg határát, majd a 4. kilométere után – felüljárón, csomópont nélkül – elhalad az M86-os autóút felett. 4,7 kilométer után keresztezi a Hegyeshalom–Porpác-vasútvonal vágányait, Vasegerszeg megállóhely térségének keleti széle mellett, majd e község legkeletibb fekvésű házai között véget is ér, beletorkollva a 86-os főútba, annak a 111+150-es kilométerszelvénye közelében.
Teljes hossza, az országos közutak térképes nyilvántartását szolgáló kira.gov.hu adatbázisa szerint 5,014 kilométer.

## Települések az út mentén
- Uraiújfalu
- Vasegerszeg